# Cavall xilè
El cavall xilè, també conegut com a "Corralero", és una raça de cavall present a les zones rurals de Xile, sobretot a la zona central i sud d'aquest país. Presenta una musculatura especialitzada per a la velocitat i una adaptació per a una vida en àrees muntanyoses. Els seus cascos són forts i la seva doble capa de pèl el fa molt adaptable a climes freds així com a càlids i secs.
És utilitzat per a diverses activitats ramaderes, com per arriar bestiar. A causa de la seva mitjana alçada és especial per a la pràctica de la marrada xilena.

## Història
Els cavalls van arribar a Amèrica el 1493 en el segon viatge de Cristòfol Colom, arribant a l'Illa Espanyola. Des d'aquí es van multiplicar per a posteriorment reunir-se en gran nombre a Jamaica i a Mèxic, llocs des d'on la corona va concedir els cavalls suficients als conqueridors per a dur a terme les seves expedicions a l'interior del continent americà. Aquests cavalls eren de raça espanyola i eren principalment de 3 tipus:
- El cavall espanyol de Castella,
- El cavall andalús
- El cavall tipus jaca i rossí.

## Característiques
La funció principal dels cavalls xilens fins a la irrupció de l'automòbil i les pràctiques modernes de la ramaderia era ser un mitjà de transport i com a muntura de qui treballaven amb bestiar, per això la selecció estava orientada a produir animals àgils, resistents i de grandària mitjana.
L'alçada del cavall xilè és mitjana, en general no supera els 145 centímetres, això ajuda que en el moment de tallar un vedell ho faci amb el pit i no amb les mans. La mitjana de l'alçada és d'1,42 metres en els mascles i 1,40 en les femelles, a més l'amplitud del seu perímetre toràcic fluctua entre des 1,62-1,82 metres.
El cap és "acarnerat", molt semblant al cavall andalús. El perfil corb comença des de la base del front en la línia que uneix ambdós eixos. Les orelles són petites a mitjanes i mòbils, de regular textura i tenen els narius dilatats i els ulls són vius i lleugerament coberts per l'arcada orbital. El coll és curt i molt gruixut, a més està fortament inserit en la paleta. El front és completament pla. Les crineres, tant a la cua com en la tusa, són abundants, gruixudes i onejades. Els cascos, per la seva banda, són tancats en els talons i en general són de color negre. Les anques són dobles i caigudes, té la seva cua inserida molt baixa i sumida entre les natges. Presenta pits grans i durs i les seves extremitats són curtes. Existeixen diversos colors en els cavalls, en general s'accepten tots els pelatges, de preferència tapats, eliminant definitivament els albins totals o parcials. La semblança que té el cavall xilè amb el cavall àrab és perquè fins al 1492 Espanya estava envaïda pels musulmans i és probable que s'hagi produït una barreja entre cavalls àrabs i espanyols, donant com a resultat una sola raça de cavalls.
La pell extremadament gruixuda, amb crineres abundants i ondulades, i a més amb poc pèl al garró. A causa del gruix de la seva pell, el cavall xilè no té majors problemes en els climes més freds, sobretot en els de muntanya. Cal assenyalar que Xile posseeix en gran part del seu territori un clima de muntanya fred, a causa de la presència de la serralada dels Andes des del nord fins a l'extrem austral del seu territori.
El cavall xilè és d'una intel·ligència especial i posseïdor d'una incomparable mansuetud, sent el seu atribut màxim la resistència per afrontar qualsevol sort d'esforços, fet que va ser demostrat durant la Guerra del Pacífic, desenvolupada a finals del segle xix, quan les tropes xilenes de cavalleria van aconseguir creuar sobre cavalls d'aquesta raça el desert d'Atacama i posteriorment combatre, en forma victoriosa, sobre les altes serres del Perú.
Igual que la resta de les races criolles de cavalls, el cavall xilè és extremadament rústic. El seu metabolisme és baix, és molt sofert, té bon sistema immunitari i a més compta amb una gran capacitat de recuperació. El seu genet és el "huaso", típic habitant rural de la zona central de Xile.